# 高槻市立柳川小学校
高槻市立柳川小学校（たかつきしりつ やながわしょうがっこう）は、大阪府高槻市西町にある公立小学校。

## 沿革
- 1968年4月 - 高槻市立富田小学校より分離開校。[1]
- 1968年10月 - 校章・校歌が発表される。[1]
- 1970年 - 芝生小学校へ寿町・栄町の一部が分離 [1]
- 1971年 - 玉川小学校へ川添・牧田町が分離[1]
- 1974年 - 寿栄小学校へ寿町・栄町が分離[1]
- 1995年 - 阪神・淡路大震災による被害箇所改修。[1]
- 2002年 - 高槻市教育センター調査研究委嘱校・大阪府歯科保健教育優良校表彰 [1]
- 2003年 - 高槻市教育センター調査研究委嘱校公開研究会・高槻市教育委員会養護教育研究委嘱校[1]

## 通学区域
- 高槻市 柳川町1・2丁目、西町、北柳川町、南総持寺町[2]
  - 卒業生は基本的に高槻市立柳川中学校に進学する。

## 交通
- 東海道本線（JR京都線） 摂津富田駅または阪急京都線 富田駅から徒歩約20分。[3]